# Сельце (Люблінське воєводство)
Сельце (пол. Sielce) — село в Польщі, у гміні Конськоволя Пулавського повіту Люблінського воєводства.
Населення — 612 осіб (2011).
У 1975-1998 роках село належало до Люблінського воєводства.

## Демографія
Демографічна структура станом на 31 березня 2011 року:
|          | Загалом | Допрацездатний вік | Працездатний вік | Постпрацездатний вік |
| -------- | ------- | ------------------ | ---------------- | -------------------- |
| Чоловіки | 301     | 57                 | 205              | 39                   |
| Жінки    | 311     | 53                 | 181              | 77                   |
| Разом    | 612     | 110                | 386              | 116                  |